# Armée irakienne libre
L'Armée irakienne libre (arabe : الجيش العراقي الحر , Al-Jayš Al-'Irāqī Al-Ḥurr, AIL ) était un groupe rebelle sunnite formé dans les provinces occidentales à majorité sunnite de l'Irak par des partisans irakiens des rebelles de l'Armée syrienne libre, combattant le gouvernement syrien pendant la guerre civile syrienne. Le groupe visait à renverser le gouvernement irakien dominé par les chiites, croyant qu'il obtiendrait le soutien de la Syrie si les rebelles réussissaient à renverser Bachar al-Assad. Un porte-parole de la lutte contre le terrorisme irakien a nié cela, affirmant que le nom est simplement utilisé par Al-Qaïda en Irak pour « attirer le soutien des sunnites irakiens en utilisant le conflit en cours en Syrie ».

## Liens avec Al-Qaïda et les baasistes irakiens
Malgré le déni par le groupe de tout lien avec Al-Qaïda, le groupe avait été accusé d'être affilié au groupe. Ces accusations de liens avec Al-Qaïda et les baasistes ont conduit une figure chiite de Najaf associée à la Coalition pour l'État de droit à émettre une fatwa contre la fourniture d'armes au groupe.